# Wergiton do Rosario Calmon
Wergiton do Rosario Calmon (Rio de Janeiro, 28 de setembro de 1988) é um futebolista brasileiro que atua como meio-campista. Atualmente joga pelo Bangu.

## Carreira
Somália começou a carreira no Bangu, onde atuou entre 2008 e 2012. Posteriormente, atuou pelo Ferencvárosi, da Hungria.

## Títulos
Ferencváros
- Campeonato Húngaro: 2015–16[3][4] 2019–20, 2020–21
- Copa da Hungria: 2014–15[5]
- Copa da Liga da Hungria: 2012–13, 2014–15
- Supercopa de Hungria: 2015